# Free (zespół muzyczny)
Free – brytyjska grupa rockowa grająca muzykę blues rock, sformowana w Londynie w roku 1968.
Największymi przebojami były All Right Now czy Wishing Well. Free przestał istnieć w 1973, gdy wokalista Paul Rodgers razem z perkusistą Simonem Kirke’em odeszli do zespołu Bad Company. W 1976 gitarzysta Paul Kossoff zmarł z powodu problemów sercowych związanych z nadużywaniem narkotyków.

## Skład
- Paul Rodgers – śpiew, fortepian (1968–1971, 1972–1973)
- Paul Kossoff – gitara (1968–1971, 1972–1973)
- Andy Fraser – gitara basowa, fortepian (1968–1971, 1972)
- Simon Kirke – perkusja (1968–1971, 1972–1973)
- John „Rabbit” Bundrick – keyboard (1972–1973)
- Tetsu Yamauchi – gitara basowa (1972–1973)
- Wendell Richardson – gitara (1973)
- Leigh Webster – keyboard (1972)

## Dyskografia
- Tons of Sobs(inne języki) (1969)
- Free(inne języki) (1969)
- Fire and Water(inne języki) (1970)
- Highway(inne języki) (1970)
- Free Live!(inne języki) (1971, live)
- Free at Last(inne języki) (1972)
- Heartbreaker(inne języki) (1973)